# Detenční tábor Sde Tejman
Sde Tejman (hebrejsky שדה תימן‎) je izraelská vojenská základna nacházející se v Negevské poušti poblíž hranic s Pásmem Gazy. Během války v Pásmu Gazy se její využívání jako detenčního táboru zdvojnásobilo a získalo si mezinárodní pozornost kvůli systematickému porušování lidských práv palestinských zadržených z pásma Gazy.
Několik propuštěných palestinských zadržených vypovědělo, že oni i další osoby, včetně dětí, byli vystaveni znásilnění, hromadnému znásilnění, dalším formám sexuálního násilí a také psychickému a fyzickému mučení ze strany izraelských vojáků i zdravotnického personálu. V řadě zpráv se také hovoří o vězních, kteří kvůli neléčeným zraněním z důvodu nedostatku lékařské péče, museli podstoupit amputací paží a nohou. Jejich svědectví potvrdili izraelští informátoři a vyšetřování CNN. Mezi týranými zadrženými byli také palestinští zdravotníci, kteří byli zajati během izraelských náletů na nemocnice v Gaze.
V jednom medializovaném incidentu uniklé záběry z bezpečnostních kamer ukazovaly, jak izraelští vojáci hromadně znásilňují palestinského zadrženého kovovou tyčí, která mu způsobila vážná zranění konečníku a plic. K úniku došlo několik týdnů poté, co bylo několik vojáků podezřelých ze zneužívání vězně zadrženo k výslechu, což vedlo k tomu, že izraelští pravicoví demonstranti a poslanci koncem července 2024 vtrhli do tábora na protest.

## Pozadí
Vojenská základna byla částečně přeměněna na detenční tábor poté, co Knesset v prosinci 2023 schválil zákon o nelegálních bojovnících. Je rozdělen na uzavřený prostor, kde je v klecích drženo až 200 zadržených se zavázanýma očima a v poutech, a polní nemocnici se stanem, kde jsou drženy desítky spoutaných vězňů. Zákon umožňuje Izraelským obranným silám zadržovat osoby bez zatykače po dobu 45 dnů, poté musí být zadržené osoby převezeny do izraelské vězeňské služby. K 10. květnu 2024 IDF potvrdila provozování dvou podobných táborů: věznici Ofer a věznici v Anatotu, oba na Západním břehu Jordánu. Sde Tejman je rozdělen do dvou částí: oplocené areály a polní nemocnice. V další části probíhají výslechy. Od jeho založení zde sloužily jako stráže tisíce izraelských vojáků, ať už jde o vojáky z povolání nebo záložníky.
Všichni obyvatelé Pásma Gazy zadržovaní Izraelem od útoku Hamásu na Izrael v roce 2023 jsou klasifikováni jako nezákonní bojovníci, nikoli jako váleční zajatci, což jim brání v přístupu k právníkovi. Většina zadržených je namísto důkazů o tom, že jsou členy Hamásu, držena jako podezřelí, aniž by byla vznesena obvinění. Tato klasifikace se vztahuje na všechny obyvatele Pásma Gazy zadržované Izraelem od října 2023, kterých se podle deníku The Guardian k dubnu 2024 pohybovalo 849. Lékař pracující v Sde Tejman uvedl, že neví, proč mnoho vězňů, se kterými se setkal, zadržoval Izrael; mezi těmi, které ošetřoval, byl ochrnutý muž vážící 140 kg a další, který od dětství musel dýchat pomocí hadičky v krku.
V prosinci 2023 deník Ha'arec informoval, že v Sde Tejman jsou zadržovány stovky Palestinců z Gazy a že někteří z nich z neznámých důvodů zemřeli. Zadržení byli vyslýcháni, měli zavázané oči a pouta, zatímco světla byla neustále rozsvícena.
Dne 7. března 2024 deník Ha'arec uvedl, že od začátku války v Gaze zemřelo v izraelské vazbě 27 vězňů z Gazy, včetně některých ze Sde Tejman. V květnu vězeňští úředníci listu The New York Times sdělili, že od října 2023 bylo ve věznici Sde Tejman zadržováno přibližně 4 000 obyvatel Gazy. Z nich bylo 70 % zadrženo k dalšímu vyšetřování, 1200 bylo repatriováno do Gazy a 35 zemřelo.
V říjnu 2024 deník The Guardian informoval, že se úředníci hlavní americké humanitární agentury USAID účastní pravidelných schůzek v Sde Tejman. Od července 2024 Izrael vytvořil „Společnou koordinační radu“ pro schvalování humanitárních operací v Gaze, orgán, který se schází v Sde Tejman a koordinuje svou činnost s americkými úředníky. V interním dokumentu USAID, který si prohlédl deník The Guardian, „název základny odkazuje na její heslo na Wikipedii, které obsahuje fotografie palestinských vězňů se zavázanýma očima a podrobně popisuje jejich špatné zacházení.“

## Zneužívání zadržených

### Mučení
Zpráva Amnesty International zveřejněná v červenci 2024 obsahovala zprávy o zneužívání zadržených v Sde Tejman, které byly v souladu s dřívějšími zprávami. Amnesty International vyslechla čtrnáctileté dítě, které uvedlo, že ho vyšetřovatelé bili, pálili cigaretami a drželi ho spoutaného se zavázanýma očima.
V květnu 2024 tři anonymní izraelští whistebloweři, kteří byli zaměstnanci tábora, hovořili s CNN a potvrdili a dále rozvedly zprávy o zneužívání a špatných podmínkách odhalené několika zadrženými, kteří byli později propuštěni. Informátoři podrobně popsali uzavřené prostory, kde mají zadržení zavázané oči a nemohou mluvit ani se hýbat. Záběry uniklé do CNN ukazují řady mužů v šedých teplákových soupravách se zavázanýma očima, jak sedí na mimořádně tenké matraci, obklopeni ostnatým drátem.
Mezi tresty patří bití a nutnost, aby vězni drželi ruce ve stresové poloze, někdy i připoutání k plotu, po dobu delší než hodiny. V rámci toho, co jeden z propuštěných vězňů nazval „nočním mučením“, dozorci prováděli rutinní prohlídky se psy a zábleskovými granáty, zatímco vězni spali. Zadržení jsou údajně drženi na dietě, která se skládá z jedné okurky, několika krajíců chleba a šálku sýra denně.

### Sexuální zneužívání a znásilnění
Několik palestinských vězňů od jejich návratu do Gazy informovalo agenturu UNWRA a deník New York Times, že během výslechu byla zadrženým způsobena zranění kovovou tyčí pronikáním do konečníku a několik vězňů hlásilo použití elektrických šoků, někdy byli nuceni „sedět na židli s elektrickým vedením“.
Dne 29. července 2024 izraelská vojenská policie zadržela devět izraelských vojáků k výslechu v rámci vyšetřování podezření ze zneužívání palestinského vězně, u kterého deník The Times of Israel informoval o „známkách vážného zneužívání, včetně análního otvoru“. V reakci na to krajně pravicoví politici, včetně ministra kulturního dědictví Amichaye Eliyahua a člena Knessetu Zvi Sukkota, vyzvali své příznivce k protestu v Sde Tejman proti zadržení devíti vojáků. Sukot, Eliyahu a poslanec Knessetu Nissim Vaturi se připojili k dalším pravicovým aktivistům a nelegálně vnikli do Sde Tejman, zatímco o několik hodin později byla krajně pravicový aktivisté vniknuly i do izraelské vojenské základny Beit Lid, kde bylo zadržováno devět vojáků.
Různí pravicoví politici odsoudili zadržování izraelských vojáků: ministr spravedlnosti Jariv Levin prohlásil, že „drsné snímky zatýkání vojáků“ jsou „nepřijatelné“; ministr národní bezpečnosti Itamar Ben Gvir označil zadržování vojáků za „ostudné“ a požádal „vojenské orgány, aby bojovníky podpořily… Vojáci potřebují naši plnou podporu“; ministr hospodářství Nir Barkat prohlásil: „Podporuji naše bojovníky“, a zároveň události kritizoval jako „politický proces“; ministr dopravy Miri Regev poznamenal, že zatýkání izraelských vojáků je během války „nebezpečné“, a varoval před vojenským stíháním, které „uklidňuje naše nepřátele“. Poslanec Knesetu Hanoch Milwidsky v Knesetu samostatně argumentoval, že je přípustné sexuálně zneužívat komanda Hamásu z jednotky Nuchba: „…všechno je legitimní. Všechno.“
Ibrahim Salem, který se objevil na jedné z prvních fotografií uniklých z detenčního tábora, byl v táboře držen 52 dní bez obvinění a propuštěn začátkem srpna 2024. Oznámil rozsáhlé mučení, a to i ze strany zdravotnického personálu, stejně jako zásahy elektrickým proudem během výslechů, sexuální zneužívání, neustálé bití, nucené svlékání, chytání genitálií a časté případy znásilnění a hromadného znásilnění páchaného mužskými a ženskými vojáky. Děti byly také znásilňovány. V jednom případě byl vězeň ve věku kolem 40 let spoután a nucen se ohýbat nad stůl, zatímco mu vojačka strkala prsty a další předměty do konečníku. Pokud se vězeň pohnul, mužský voják stojící před ním ho zbil a donutil ho zůstat v této poloze. Podle Salema „většina vězňů vyjde ven s poraněními konečníku [způsobenými hromadným znásilněním].“ Lékař v Sde Tejman, který vyšetřoval zadrženého, který utrpěl sexuální zneužívání, prohlásil: „Nemohl jsem uvěřit, že by izraelský vězeňský dozorce mohl udělat něco takového.“ Záznam z bezpečnostní kamery uniklý v srpnu 2024 zřejmě ukazuje, jak izraelští vojáci sexuálně napadají zadrženou osobu.
Walid Khalili, záchranář a řidič sanitky Palestinské společnosti pro lékařskou pomoc, který byl 20 dní zadržován v Sde Tejman bez obvinění, popsal hrubé zacházení ze strany izraelských vojáků. Převezen byl ze čtvrtiTel al-Hawa v Gaze do detenčního tábora, kde byl nucen nosit plenky a umístěn do velké budovy podobné skladu s řetězy visícími ze stropu. Zadržení, rovněž v plenkách, byli zavěšeni na řetězech připevněných k kovovým poutům. Khalili popsal, jak byl spoután řetězy, zasažen elektrickým proudem, zatímco měl na sobě oděv a čelenku připojenou k drátům, a jak byl bičován. Vyprávěl: „Svět se točil dokola a já omdlel. Bili mě obušky... S každou otázkou mi dávali elektrošoky, aby mě probudili. Řekl mi, ať se přiznám a přestaneme tě mučit.“ Každý druhý den snášel elektrické šoky, stresové polohy a polití studenou vodou. Před výslechy mu byl podán neznámý lék, který způsoboval halucinace a dezorientaci. Uvedl, že vyšetřovatel se ho plynně arabsky ptal na rukojmí, vyhrožoval ublížením na zdraví jeho rodiny, pokud se nepřizná, a „řekl mi, kolik mám dětí, všechna jejich jména a mou adresu“. Přestože měl zlomená žebra, nedostal žádnou lékařskou péči, byl svědkem amputace nohy zadrženého v důsledku spoutání a dalšího zadrženého, který zemřel na následky zdánlivě srdeční zástavy.

### Zdravotničtí pracovníci
Palestinští zdravotníci v pásmu Gazy byli izraelskou armádou během válečných razií v nemocnicích svévolně zadržováni a převezeni do detenčních center na jihu Izraele, včetně Sde Tejman. Organizace Human Rights Watch zdokumentovala několik takových případů, kdy byli zadržení zdravotníci po celé týdny biti, svlečeni, spoutáni a mučeni a sexuálně násilně vystaveni, stejně jako hrozbám znásilnění a zabití svých rodinných příslušníků v Gaze.

### Návštěva právníka
Právník Khaled Mahajneh, který navštívil detenční centrum, uvedl, že podmínky byly „horší než cokoli, co jsme slyšeli o Abú Ghrajbu a Guantánamu“. Uvedl, že do detenčního centra šel hledat informace o reportérovi Muhammadovi Arabovi z televize Al Araby, který byl zadržen při informování o obléhání nemocnice Šífa. Khaled popsal reportéra jako „nepoznatelného“ a uvedl, že svědčil o tom, že vězni byli pravidelně zneužíváni, o tom, že dozorci otevřeně sexuálně napadali vězně, a o tom, že několik vězňů zemřelo v důsledku mučení.

### Polní nemocnice
V dubnu 2024 získal Haaretz dopis, který napsal lékař z polní nemocnice v Sde Tejman izraelskému generálnímu prokurátorovi, ministrovi obrany a ministrovi zdravotnictví. Lékař napsal, že „vězni jsou krmeni brčky, vyprazdňují se v plenkách a jsou neustále spoutáni, což je v rozporu s lékařskou etikou a zákonem.“ Lékař tvrdil, že nedostatek personálu a nedostatečná péče vedly ke komplikacím a úmrtím, a amputace způsobené zraněními z pout popsal jako „běžné“. Jiný lékař, který navštívil Sde Tejman, informace uvedené v dopisu CNN potvrdil. Zdroj také charakterizoval systematické dehumanizování zadržených a tvrdil, že úředníkům je řečeno, aby nepoužívali jména vězňů, ale jejich sériová čísla.
Whistlebloweři pro CNN zopakovali předchozí zprávy o zraněných zadržených, kteří byli fyzicky upoutáni na postele, nosili plenky, krmeni brčky a měli zavázané oči. Dále tvrdili, že lékařské zákroky často provádějí nedostatečně kvalifikovaní zaměstnanci, operace se často provádějí bez anestezie a pacientům je odmítáno podávat léky proti bolesti. Někteří ze zadržených byli údajně zatčeni v nemocnicích v Gaze během léčby. Podle oznamovatelů bylo lékařskému týmu řečeno, aby nedokumentoval léčbu ani nepodepisoval dokumenty, což potvrzuje zprávu Lékařů pro lidská práva v Izraeli z dubna 2024, že anonymita je používána k maření potenciálního vyšetřování; během návštěvy New York Times v roce 2024 noviny poznamenaly, že tři lékaři připisovali používání anonymity strachu z odvety ze strany „Hamásu a jeho spojenců“. Informátoři dále uvedli, že pacienti byli připoutáni k lůžkům a operace byly prováděny bez dostatečných léků proti bolesti.